# Distrito Regional de North Okanagan
O Distrito Regional de North Okanagan (enumerado como 19) é um dos 29 distritos regionais da Colúmbia Britânica, no oeste do Canadá. A população do distrito, de acordo com o censo de 2011, era de 81.237 habitantes. A área do terreno é de 7.512,58 quilômetros quadrados. A sede do distrito regional fica no município de Coldstream, embora o maior centro populacional seja sua vizinho imediata, a cidade de Vernon.